# Bassozetus taenia
Bassozetus taenia es una especie de pez del género Bassozetus, familia Ophidiidae. Fue descrita científicamente por Günther en 1887.
Se distribuye por el Atlántico Occidental y Oriental: al sur de Cabo Verde y algunos ejemplares de la dorsal mesoatlántica. La longitud total (TL) es de 25 centímetros. Especie batidemersal que puede alcanzar los 5600 metros de profundidad.
Está clasificada como una especie marina inofensiva para el ser humano.